# 8.ª División de Caballería SS Florian Geyer
La 8.ª División de Caballería SS "Florian Geyer" (en alemán 8. SS-Kavallerie-Division "Florian Geyer") fue una unidad perteneciente a las Waffen-SS que combatió en la Segunda Guerra Mundial.

## Historial

### Orígenes
Los germanoparlantes que formaban comunidades en las fronteras al este y sureste del antiguo Imperio austrohúngaro fueron un importante contingente de posibles soldados para las SS. Aunque en un principio existían restricciones para el ingreso en las SS, que sólo era posible para los Reichsdeutsche (es decir, los alemanes del Reich), no tardó mucho tiempo en permitirse el ingreso de los Volksdeutsche (o alemanes étnicos). La nueva división comienza a formarse con voluntarios, principalmente germanoparlantes de Serbia, Rumania y Hungría. Durante prácticamente toda la guerra, la división fue utilizada casi exclusivamente en misiones contra Partisanos de las zonas ocupadas.
El batallón de entrenamiento y reemplazo de la división participó en la represión del Levantamiento del Gueto de Varsovia de 1943. En marzo de 1944, recibió el nombre de Florian Geyer (1490-1525), el noble de Franconia que dirigió la Compañía Negra durante la Guerra de los Campesinos Alemanes. Los veteranos de la división formaron el núcleo de la 22.ª División de Caballería Voluntaria de las SS Maria Theresia, tras la creación de esta última el 29 de abril de 1944.

### Operaciones militares
En marzo de 1942 se crea oficialmente esta división con voluntarios, principalmente a base de Volksdeutsche de Serbia, Rumania y Hungría, por lo que recibe el título de Freiwillige para indicar su característica de división de voluntarios. Para el verano empieza a entrenarse en Serbia, siendo considerada unidad operativa a principios de 1943. Inició sus operaciones entre enero y marzo del mismo año, con una ofensiva contra los partisanos en el área de Slunj, Bihac y Petrovac, continuando con las operaciones antipartisanas al oeste de Montenegro entre abril y mayo (Operación Negro). En diciembre de 1943 emprendió la Operación "Ráfaga de nieve" contra los partisanos yugoslavos en la región de Rogatica-Goradze.
En febrero de 1944 se encuentra descansando en la zona de Ragusa-Split, aunque rechazó repetidos ataques de los partisanos del líder yugoslavo, Josip Broz Tito. En octubre del mismo año, es trasladada al sector de Belgrado para cubrir la retirada de las tropas del Eje a través de Yugoslavia, sufriendo graves pérdidas. En esta fase, se produce un elevado número de deserciones, por lo que es agrupada con la 21ª División SS “Skanderberg”. Durante los últimos meses de 1944, ayuda a abrir el corredor de Vadar en Macedonia para la retirada del Grupo de Ejércitos Löhr, sosteniendo fuertes combates contra las tropas soviéticas y búlgaras, así como contra los partisanos de Tito. Continuó sus operaciones en los Balcanes hasta el mes de abril de 1945, cuando se rindió a los partisanos yugoslavos en Cilli, Eslovenia.

## Estructura

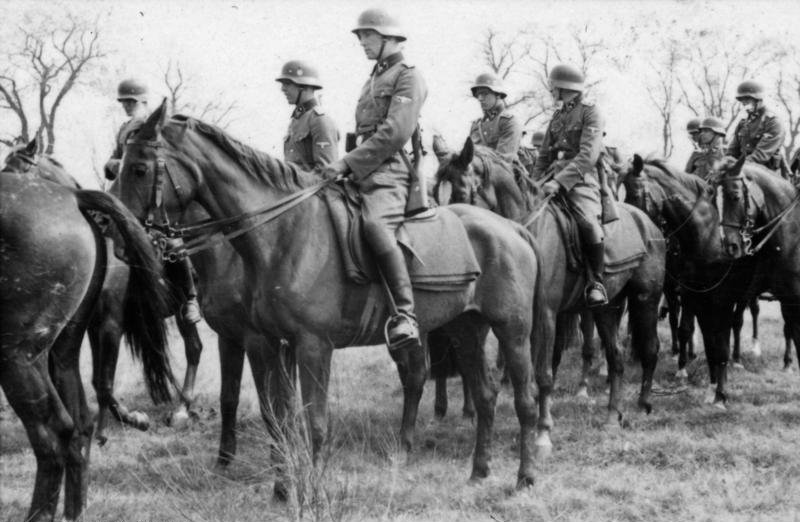
Brigada de Caballería de las Waffen-SS en la Unión Soviética, hacia 1941

### Orden de batalla (1944)
8. SS-Kavallerie-Division "Florian Geyer"
- SS-Kavallerie-Regiment 15
- SS-Kavallerie-Regiment 16
- SS-Kavallerie-Regiment 17
- SS-Kavallerie-Regiment 18
- SS-Artillerie-Regiment 8
- SS-Radfahr-Aufklärungs-Abteilung 8
- SS-Panzerjäger-Abteilung 8
- SS-Flak-Abteilung 8
- SS-Flak-Abteilung 8
- SS-Pionier-Bataillon 8
- SS-Sturmgeschütz-Batterie 8
- SS-Sturmgeschütz-Batterie 8

### Comandantes
- SS-Obersturmbannführer d.R. Hermann Fegelein. 05.08.1941 a 15.10.1941
- SS-Sturmbannführer d.R. Gustav Lombard. 15.10.1941 a 20.11.1941
- SS-Obersturmbannführer d.R. Hermann Fegelein. 20.11.1941 a 01.05.1942
- SS-Sturmbannführer d.R. Gustav Lombard. 06.03.1942 a 18.04.1942
- SS-Brigadeführer und Generalmajor der Waffen-SS Wilhelm Bittrich. 01.05.1942 a fin Dic-42
- SS-Obersturmbannführer d.R. Gustav Lombard. Fin Dic-42 a 13.01.1943
- SS-Standartenführer und Oberst der Polizei Fritz Freitag. 13.01.1943 a 30.03.1943
- SS-Obersturmbannführer August Zehender. 30.03.1943 a 10.05.1943
- SS-Oberführer Hermann Fegelein. 10.05.1943 a 13.09.1943
- SS-Standartenführer d.R. Bruno Streckenbach. 13.09.1943 a Nov-1943
- SS-Brigadeführer und Generalmajor der Waffen-SS Hermann Fegelein. Nov-1943
- SS-Standartenführer Bruno Sterckenbach. 01.12.1943 a 01.04.1944
- SS-Oberstrurmbannführer Joachim Rumohr. 01.04.1944 a 11.02.1945